# Мистерията на восъчните играчи на карти
„Мистерията на восъчните играчи на карти“ (на английски: The Adventure of the Wax Gamblers) е разказ на писателите Адриан Конан Дойл и Джон Диксън Кар за известния детектив Шерлок Холмс. Включен е в сборника с разкази „Подвизите на Шерлок Холмс“ (The Exploits of Sherlock Holmes) публикуван през 1954 г.

## Сюжет
Внимание:  Текстът по-долу разкрива сюжета на произведението (или части от него)!
След любителски бой с професионален боксьор, който завършва с победа на Шерлок Холмс, великият детектив пада на тъмна стълба и сериозно наранява глезена си. По настояване на съпругата си Уотсън веднага пристига на Бейкър Стрийт, и оказва медицинска помощ на приятеля си.
Холмс се оплаква, че той не разполага с интересен случай. Но внезапно получава писмо от сър Дарлингтън, който му съобщава, че ще го посети на следващия ден. Холмс обяснява на Уотсън, че Дарлингтън е много подозрителен тип, който прави незаконни залози на юмручни боеве, а също така прави залагания на конни надбягвания. Предходната година той е заложил много пари на черния кон „Бенгалската лейди“, състезателен кон на лорд Хоув подарен му от индийски раджа, и неочаквано е спечелил огромна сума. Официалните власти подозират Дарлингтън в измама и в използване на поверителна информация, но не са намерени доказателства за това.
И тогава на Бейкър Стрийт идват г-н Сам Бакстър с внучката си Елинор. Бакстър работи като пазач в музея на восъчните фигури на същата улица, и моли Холмс за помощ за един много странен случай. Вече няколко дни с восъчните фигури, изобразяващи играчи на карти, се случват странни неща. Картите за игра, които са били в ръката на една от фигурите, са били на масата, а вместо тях има други. Осъзнавайки абсурдността на този случай, госпожица Бакстър се опитва да убеди дядо си, да си тръгне, но Холмс неочаквано се заитересува от тази загадка. Той моли Уотсън веднага да отиде в музея и да му донесе картите, които са в ръцете на восъчните фигури. Холмс специално подчертава, че картите трябва да са в същия ред, в който се намират.
Когато Уотсън донася картите на Бейкър Стрийт, Холмс уверено казва, че в ръцете на фигурите, изобразяващи стари измамници, и имало девет карти. Удивен от точността на тази информация Уотсън се опитва да разбере от своя приятел откъде знае това, но Холмс само предлага внимателно да разгледат самите карти. Тук Уотсън отново го чака изненада: в 9-те карти има три аса спатия и три валета каро, което е абсолютно невъзможно при нормална игра на карти.
На следващата сутрин на Бейкър Стрийт, по време на разговора на Холмс с госпожица Бакстър, идва сър Дарлингтън и много грубо предлага на Холмс £1000 за изиграния вечерта боксов мач. Дарлингтън е спечелил от незаконния тотализатор парите и е решил да ги раздели с Холмс. Освен това Дарлингтън предлага на Холмс да остави работата си на детектив и да стане професионален боксьор, участващ в незаконни боеве за пари.
Но Холмс изведнъж казва на Дарлингтън, че той е ходил в музея на восъчните фигури, за да види фигурите на играчите на карти. Холмс е разбрал, че с картите е зашифровано съобщение. Английската азбука има 26 букви, а пълната колода е от 52 карти (26x2 =52). Изучавайки донесените от Уотсън карти Холмс е прочел съобщението за Дарлингтън – Sheerness („Ефирност“). Затова сред 9-те карти, които представляват буквите, е имали три еднакви аса и валета.
Холмс първоначално е помислил, че това е географско наименование, но спомняйки си, че Дарлингтън е свързан с надбягванията, той се досеща, че Sheerness е име на коня на лорд Хоув, който в предстоящите състезания може да стане фаворит. А тази тайна информация, му е предоставена от мисис Бакстър, която работи като секретарка при лорда. Този начин на предаване на информация изглежда твърде объркан и сложен. Но Холмс обяснява, че от дълго време Дарлингтън е поставен под наблюдение, писмата му се следят, и затова мисис Бакстър е решила да използва восъчните фигури и картите в музея, където работи дядо ѝ.
Потресена от разкритието на Холмс, мисис Бакстър умолява детектива да не докладва на полицията. Вбесеният Дарлингтън избива от ръката на Холмс картите, удря го в лицето, и се опитва да избяга. Обаче Уотсън бързо помага на приятеля си и с юмручен удар праща Дарлингтън в нокаут. В отговор на въпрос на Холмс за мотивите на своята постъпка мисис Бакстър обяснява, че много обича Дарлингтън. Въпреки това Холмс я съветва възможно най-скоро да прекъсне всички връзки с тази съмнителна личност, и ѝ обещава да не огласява този случай.

## Интересни факти
Основа за написването на разказа е споменаването на случая в разказа на Артър Конан Дойл „Скандал в Бохемия“. 
| „ | ... В случая със скандала на подмяната на Дарлингтън това беше от полза за мен, а също и при делото в замъка Арнсуърт. ... | “ |